# بيفينيلين
بي فينيلين مركب مكون من حلقتي أريل ملتحمتين ببعض لتكون نظام 6-4-6 أرين. ويبدو أن بنية المركب مستوية والتي تتفق مع ضد أروماتية المركب.
يعرف البي فينيلين بأنه ثنائي بنزين، حيث يستفاد منه كأحد الطرق الصناعية.